# Farewell (Oingo Boingo)
Farewell (sottotitolato Live from the Universal Amphitheatre, Halloween 1995) è un doppio album dal vivo del gruppo musicale statunitense Oingo Boingo, pubblicato nel 1996.

## Tracce

### Disco 1
Testi e musiche di Danny Elfman, eccetto che per I Am the Walrus, scritta da John Lennon e Paul McCartney.
1. Insanity – 7:42
2. Little Girls – 3:55
3. Cinderella Undercover – 4:45
4. Controller – 2:50
5. Burn Me Up – 2:53
6. Insects – 3:04
7. No One Lives Forever – 4:12
8. Hey! – 7:45
9. Reptiles and Samurai – 5:41
10. Water – 4:04
11. I Am the Walrus/Tender Lumplings – 4:03
12. Piggies – 6:47
13. We Close Our Eyes – 4:12
14. Mary – 6:09
15. Can't See (Useless) – 4:23

### Disco 2
Testi e musiche di Danny Elfman.
1. Helpless – 3:55
2. I'm So Bad – 3:38
3. Change – 8:49
4. Stay – 3:40
5. Who Do You Want to Be – 2:59
6. On the Outside – 3:36
7. Wild Sex (In the Working Class) – 4:38
8. Dead Man's Party – 6:07
9. Nasty Habits – 5:32
10. Clowns of Death – 6:50
11. Ain't This the Life – 3:14
12. Whole Day Off – 4:28
13. Grey Matter – 6:19
14. No Spill Blood – 5:22
15. Only a Lad – 4:20